# Louis-Albert Dode
Pour les articles homonymes, voir Dode.
Louis-Albert Dode (1875 (Moulins, Auvergne)- 1945 (Sorbier)) est un  avocat, botaniste et dendrologue français.

## Biographie
Louis-Albert Dode est le fils de Jean Marie Antoine Dode (né en 1835), militaire, et de Suzanne Alice Margelidon (1843-1912).
Après avoir obtenu un  doctorat  en droit, il crée un « arboretum » personnel d'importance où plus de mille arbres originaires de Russie, d'Amérique et d'Asie sont plantés, près de Sorbier et de Bellerive-sur-Allier.
Il entreprend des études sur les peupliers au début du XXe siècle.
Il est le fondateur de la Société dendrologique de France.
Il habite le château des Thiollets, entre Jaligny et Sorbier (Allier), construit par lui-même vers 1913-1914, sans architecte...(source Simon De la Codre).
Il est gazé pendant la Première Guerre mondiale.
Il est arbitre expert au tribunal de commerce de la Seine.
Il réalise des travaux et publications sur Catalpa, Davidia, Evodia, Fagaceae, Juglandaceae, Platanus, Pseudotsuga sinensis (décrit en 1912), Phellodendron, Populus, Salix.
Il est particulièrement productif dans la description de plantes envoyées de Chine.
À son décès, le domaine est morcelé, des arbres sont abattus mais il reste des orangers des Osages, originaires du Mississippi et du Missouri, des féviers d’Amérique du Nord et d’autres arbres exotiques.

## Publication
- Extraits d'une monographie inédite du genre Populus, 1905, éditeur : Kessinger Publishing,  (ISBN 1160092427),  (ISBN 9781160092425)

## Honneurs

### Éponymie
- (Oleaceae) Fraxinus dodei Sennen[4]

- (Salicaceae) Populus dodei Sennen[5]

- (Salicaceae) Salix dodeana Chass.[6]

### Décoration
- Il obtient la Légion d'honneur en 1930[1].